# John Thelwall

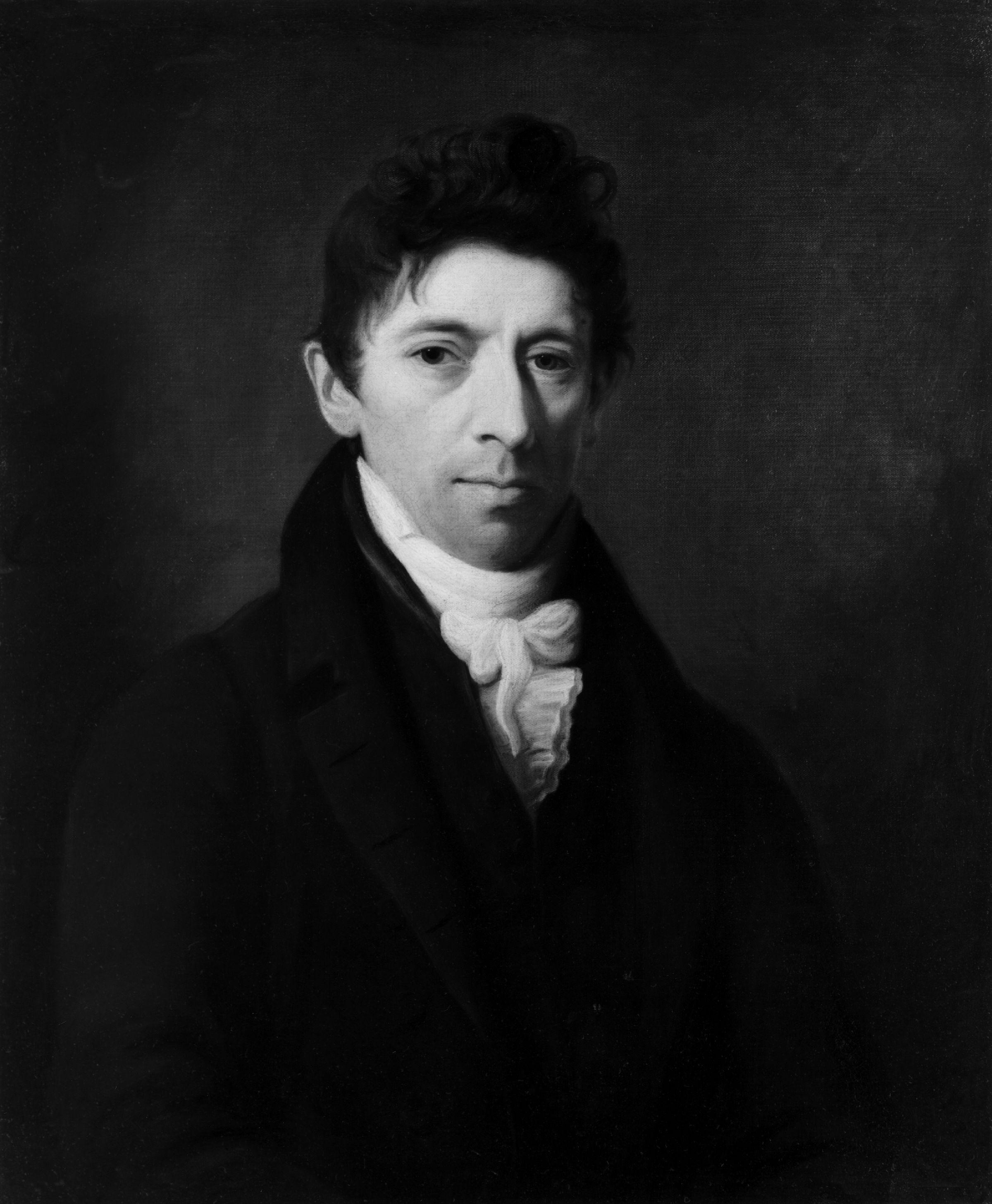
John Thelwall, representado por John Hazlitt

John Thelwall (27 de julio de 1764 - 17 de febrero de 1834), fue un orador radical británico y escritor.

## Vida
Thelwall nació en Covent Garden, Londres, pero descendía de una familia galesa que tenía su origen en Denbighshire. Era hijo de Joseph Thelwall, un comerciante de seda que murió en 1772 dejando a la familia en dificultades económicas. No fue sino hasta 1777, sin embargo, que John tuvo que dejar la escuela para ayudar a su madre, que había decidido mantener el negocio de la seda.
La afición de Thelwall por los libros se despertó a temprana edad, lo que le valió el desprecio de su madre. También hizo imposible que pudiera aprender el oficio de  sastre. De joven, también trató de ganarse la vida en una oficina fiscal, pero su moral y excentricidad le hizo dejar el trabajo y tratar de depender de su escritura.
La carrera de Thelwall como editor y periodista tuvo bastante éxito, pero lo más destacado de este periodo fue su activismo político. A raíz de la Revolución Francesa , quedó "intoxicado con las doctrinas francesas de moda". Él comenzó a mantener conversaciones en las sociedades radicales de Londres y, habiendo hecho amistad con el también radical John Horne Tooke, contribuyó en el crecimiento de la London Corresponding Society en 1792. En 1794 el, Horne Tooke y Thomas Hardy fueron juzgados por traición, debido a protestas por la detención de otros activistas políticos. Después de pasar algún tiempo en la Torre de Londres y en la Cárcel de Newgate, los tres fueron absueltos. Los funcionarios del gobierno que lo consideraban como el hombre más peligroso de Gran Bretaña continuaron acosándolo, incluso después de su absolución. En 1795, después de que el primer ministro William Pitt sancionó la Ley de Traición a la Patria y la Ley de Reuniones sediciosas recibió el veto real. A partir de ese momento, las conferencias de Thelwall tuvieron un cambio en el tema, pasó del comentario político contemporáneo a la historia de Roma con el fin de esquivar la censura.
Aun así, los realistas irrumpieron en las presentaciones públicas de Thelwall, lo que le obligó a abandonar Londres y recorrer Inglaterra. Durante muchas de las conferencias en el este de Inglaterra, turbas enfurecidas las impidieron y en 1798 decidió retirarse de la política. Dos años más tarde volvió a aparecer como profesor de elocución, una suma de logopeda y maestro de retórica. Su carrera fue todo un éxito, y por 1818 había ganado suficiente dinero para comprar un diario, El Campeón, a través del cual hizo un llamamiento para la reforma parlamentaria. Su estilo volcánico y puntos de vista políticos, no gustaban al público de la revista, que terminó en pérdidas considerables. Thelwall reanudó así su gira de conferencias y murió en el baño durante una de ellas.
Entre sus otros puntos de vista, Thelwall era conocido por su denuncia a todas las guerras, excepto a las de propia defensa.

## Obra
"Poemas en varios sujetos" (1787)
"INCLE y Yarico" (1787)
"Los Incas" (1792)
"Un ensayo hacia una definición de la vitalidad animal" (1793)
"La Peripatética o, Esquemas del Corazón, de la Naturaleza y la Sociedad; En una serie de artículos político-sentimental" (1793)
"Poemas escritos en confinamiento cerrado en La Torre y Newgate" (1795)
"El Derecho Natural y Constitucional de los Británicos a los Parlamentos Anuales, el Sufragio Universal y la Libre Asociación  Popular" (1795)
"La Tribuna" (1795-1796)
"Los Derechos de la Naturaleza contra las Usurpaciones de Establecimientos" (1796)
"Reflexiones de Sober en la Carta Sediciosa e Inflamatorios del Excmo. Edmund Burke a un Noble Señor" (1796)
"Poemas escritos principalmente en el retiro ... con una memoria preliminar de la vida del autor" (1801)
"El Hada del Lago" (1801)
"La Hija de Adopción" (1801)
"Poema y Oración sobre la muerte de Lord Nelson" (1805)
"Tratamiento de los casos de defectuosa Expresión" (1814)

## Legado
Un proyecto de restauración de la tumba de Thelwall fue lanzado en 2006 por el Centro Regional de Historia en la Universidad del Oeste de Inglaterra (UWE).
En octubre de 2009, el Departamento de Teatro de la Universidad de Dalhousie produjo la primera puesta en escena de El Hada del Lago (melodrama escrito en 1801), como un complemento a la Conferencia de John Thelwall auspiciada por el Departamento de Inglés de la Universidad.

## Familia
El hijo mayor de Thelwall fue el clérigo y erudito Algernon Sidney Thelwall ; su menos conocido hijo menor se llamaba John Hampden Thelwall o Hampden Thelwall, fueron nombrados después de los republicanos del siglo XVII.